# ジョン・マッケンジー (第2代クロマーティー伯爵)
第2代クロマーティ伯爵ジョン・マッケンジー（英語: John Mackenzie, 2nd Earl of Cromartie、1656年頃 – 1731年2月10日）は、スコットランド貴族。

## 生涯
初代クロマーティー伯爵ジョージ・マッケンジーと1人目の妻アンナ・シンクレア（Anna Sinclair、1699年没、初代準男爵ジェームズ・シンクレアの娘）の息子として、1656年頃に生まれた。
1685年にロスシャー選挙区でスコットランド議会議員に当選したが、父が貴族だったため、選挙区代表になれず就任できなかった。
1691年4月、ラ・ロシュ領主（Sieur de la Roche）殺害の容疑で裁判にかけられたが、無罪放免された。
1714年8月17日に父が死去すると、クロマーティ伯爵の爵位を継承した。その後、金に困るようになり、1724年に地所を没収された。
1731年2月20日に死去、長男ジョージが爵位を継承した。

## 家族
1685年、エリザベス・ゴードン（Elizabeth Gordon、初代アボイン伯爵チャールズ・ゴードンの娘）と結婚したが、1698年7月28日に離婚した。1701年4月25日、メアリー・マレー（Mary Murray、1681年8月28日 – 1717年以前、第3代エリバンク卿パトリック・マレーの娘）と再婚、5男3女をもうけた。
- ジョージ（英語版）（1703年頃 – 1766年） - 第3代クロマーティー伯爵
- ロデリック（Roderick、1745年以降没） - 海軍軍人。子供あり
- ウィリアム - オランダ軍、ついでイギリス東インド会社の軍に従軍。生涯未婚
- パトリック - 商人
- ギデオン（Gideon、1714年没）
- メアリー（1726年5月没）
- アン（1777年12月25日没）
- ヘレン（1714年以降没）

1717年10月23日、アン・フレイザー（Anne Fraser、1734年8月10日没、第9代ラヴァト卿ヒュー・フレイザーの娘）と再婚、3男1女をもうけた。
- ジェームズ - 早世
- ノーマン - オランダ軍の士官、生涯未婚
- ヒュー（1757年以降没） - オランダ軍の士官
- アメリア（1801年1月19日没） - 1740年9月22日、アーチボルド・ラモント（Archibald Lamont）と結婚、子供あり